# النسيان (فلم)
النسيان (بالإنجليزية: Oblivion) هو فيلم خيال علمي أمريكي 2013 من إخراج وإنتاج وكتابة بالأشتراك جوزيف كوزينيسكي ومبني على الرواية المصورة وغير المنشورة التي تحمل نفس الاسم. الفيلم من بطولة توم كروز ومورغان فريمان وأولجا كوريلنكو وميليسا ليو. النسيان هو الفيلم العشرين لتوم كروز الذي تتعدى إيراداته 200 مليون دولار.

## قصة الفيلم
مع تطور البشرية، والحياة على كوكب الأرض، يقف جاك هارير (توم كروز) دون غيره في مواجهة مع الماضي.... حيث تبدأ مغامرته أثناء محاولة استخراج بعض المواد الحيوية من الأرض بعد انتهاء الحروب المدمرة التي قادها كائنات السكافس، ومع بشارة الانتهاء من مهمته يفاجأ بضرورة إنقاذه امرأة غريبة داخل سفينة فضائية محطمة وتقع العديد من الأحداث الغريبة التي يجد نفسه من خلالها مسؤول مسئولية كاملة عن مصير البشرية وإنقاذها.

## الممثلون والشخصيات
- توم كروز (بدور: جاك هاربر)
- مورغان فريمان (بدور: مالكولم بيتش)
- أولجا كوريلنكو (بدور: جوليا)
- ميليسا ليو (بدور: سالي)

## الميزانية والإيرادات
بلغت تكلفة إنتاج الفيلم حوالي 120 مليون دولار. وحقق ايرادات أكثر من 378 مليون دولار

## وصلات خارجية
- مقالات تستعمل روابط فنية بلا صلة مع ويكي بيانات

لا توجد روابط لمواقع التواصل الاجتماعي.